# Holderness (New Hampshire)
Pour les articles homonymes, voir Holderness.
Holderness est une municipalité américaine située dans le comté de Grafton au New Hampshire. Selon le recensement de 2010, sa population est de 2 108 habitants.

## Géographie
La municipalité s'étend sur 35,83 milles carrés (92,8 km2), dont 5,36 milles carrés (13,88 km2) d'étendues d'eau.

## Histoire
La localité prend le nom de Holderness en 1751 en l'honneur de Robert Darcy, 4e comte de Holderness. Dix ans plus tard, elle est renommée New Holderness et devient une municipalité. Elle retrouve son nom d'origine en 1816, après référendum.